# Antoni Arissa i Asmarats
Antoni Arissa i Asmarats (Barcelona, 16 de juliol de 1900- 1980) fou un fotògraf barceloní nascut al barri de Sant Andreu de Palomar.

## Biografia
Antoni Arissa es va iniciar en la fotografia d'adolescent al grup excursionista Bon Temps del Centre Popular Catalanista de Sant Andreu. Al mateix temps treballava en una impremta propietat del seu pare, situada al carrer Casp, número 37 de Barcelona de la que es va fer càrrec a partir de 1920. El 1925 es va casar amb Margarita Serra i Sellarès i va tenir quatre filles: Margarita, Mari Àngels, Concepció i Maria Antònia.
Fou durant la dècada dels anys 20 del segle XX que començà a guanyar alguns concursos de fotografia i més envadant va començar a rebre encàrrecs i a realitzar exposicions a nivell internacional, establint relació amb entitats com la Royal Photographic Society. També fou membre fundador de l'associació Saint-Victor (1922), que va arribar a comptar amb més de cent socis i membre de la redacció de la revista Art de la Llum (1933-1935).
La seva obra va rebre un ampli reconeixement als anys 20 i 30, tot i haver de guanyar-se la vida per altres medis. El 1934 va celebrar una important exposició en el Centre Popular Catalanista de Sant Andreu, i el 1935 la revista l'Art de la Llum li va dedicar un número especial. Durant la guerra civil va minvar significativament la seva creació fotogràfica, trasbals del que no es va acabar de recuperar malgrat seguir en actiu fins als 70 anys.

## Obra

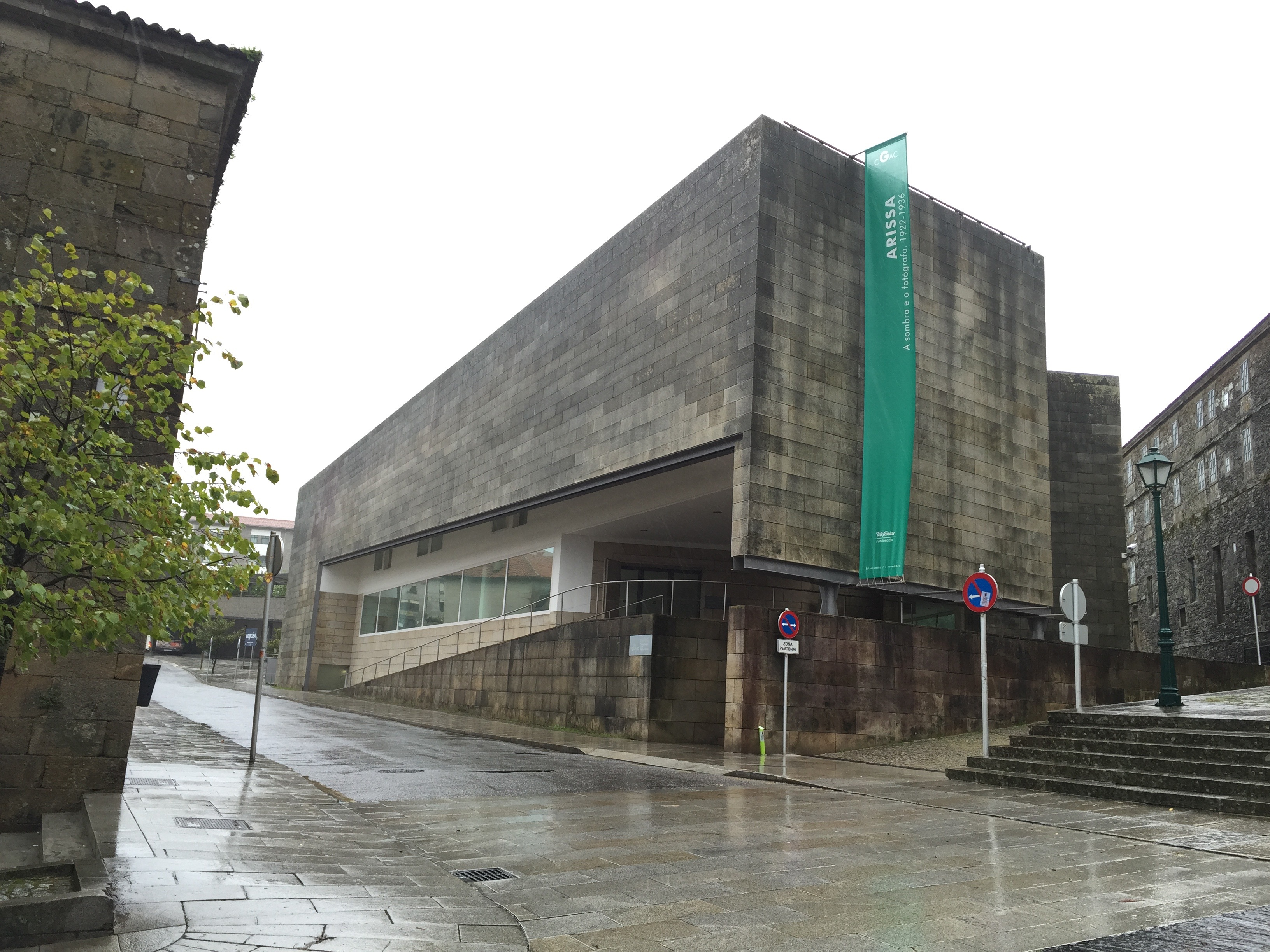
Exposició monogràfica el 2015 al Centro Galego de Arte Contemporánea.

El Museu Nacional d'Art de Catalunya i l'Arxiu Històric Fotogràfic de l'Institut d'Estudis Fotogràfics de Catalunya disposen d'obra fotogràfica d'Arissa. L'IEFC disposa d'un fons de 1900 imatges (aprox) d'aquest fotògraf, des dels anys 20 fins passada la guerra civil. Destaquen quatre grups ben diferenciats:
- Pictorialisme / costumisme
- Nova Visió: tractament molt innovador a l'època, que segueix la tendència de les avantguardes artístiques[1]
- Fotografia industrial: fotografies de caràcter comercial
- Fotografia familiar

## Premis i reconeixements
- 1922- Premi de la revista Criterium
- 1924- Premi de l'Ateneu Obrer de Gijón
- 1925- Segon premi a l'Ateneu Obrer del Districte Segon
- 1925- Premi d'honor Amen de Figueres (1925)